# Phytoptipalpus paradoxus
Phytoptipalpus paradoxus är en spindeldjursart som beskrevs av Trägardh 1904. Phytoptipalpus paradoxus ingår i släktet Phytoptipalpus och familjen Tenuipalpidae. Inga underarter finns listade i Catalogue of Life.